# ابره
ابره (به فرانسوی: Abère) یک کمون در فرانسه است که در Canton of Morlaàs واقع شده‌است.

## خصوصیات
ابره ۵٫۸۱ کیلومترمربع مساحت و ۱۴۷ نفر جمعیت دارد و ۳۳۵ متر بالاتر از سطح دریا واقع شده‌است.